# Gaudí al millor maquillatge i perruqueria
La següent llista és la de les candidatures nominades i guanyadores del Premi Gaudí al Millor maquillatge i perruqueria, des de l'any 2010, quan es van incorporar a la resta de premis del palmarès.

## Palmarès
| Premiat          | Premis | Nominacions |
| ---------------- | ------ | ----------- |
| Alma Casal       | 3      | 4           |
| Caitlin Acheson  | 3      | 1           |
| Antoine Mancini  | 2      | 0           |
| Benjamín Perez   | 2      | 0           |
| Nacho Díaz       | 2      | 0           |
| Jesús Martos     | 1      | 7           |
| Patricia Reyes   | 1      | 5           |
| Montse Sanfeliu  | 1      | 4           |
| Paco Rodríguez   | 1      | 3           |
| Saturnino Merino | 1      | 2           |
| Sylvie Imbert    | 1      | 2           |

### Dècada dels 2010
| Any  | Persones                                      | Pel·lícula                      |
| ---- | --------------------------------------------- | ------------------------------- |
| 2010 | Inma P. Sotillo i Lucia Salanueva             | REC 2                           |
| 2010 | Waldemar Pokromski i Bjoern Rehbein           | La dona de l'anarquista         |
| 2010 | Karmele Soler                                 | The frost                       |
| 2010 | Jéssica Aguirre                               | Trash                           |
| 2011 | Satur Merino i Alma Casal                     | Pa negre                        |
| 2011 | Blanca Sánchez i Pepe Quetglas                | El gran Vázquez                 |
| 2011 | Laura Zamacois                                | La llegenda de l'innombrable    |
| 2011 | Paco Rodríguez, Martín Macías i Karmele Soler | Lope                            |
| 2012 | Amparo Sánchez, Caitlin Acheson               | Bruc. La llegenda               |
| 2012 | Alma Casal, Satur Merino                      | Mentre dorms                    |
| 2012 | Anna Merino, Ignasi Ruiz                      | Mil cretins                     |
| 2012 | Concha Rodríguez, Jesús Martos                | Eva                             |
| 2013 | David Martí i Montse Ribé                     | The Impossible                  |
| 2013 | David Ambit i Patricia Reyes                  | REC 3: Gènesi                   |
| 2013 | Fermín Galán i Sylvie Imbert                  | Blancaneu                       |
| 2013 | Saturnino Merino i Alma Casal                 | El bosc                         |
| 2014 | Patricia Reyes                                | Els últims dies                 |
| 2014 | Laura Bruy i Txus González                    | Tots volem el millor per a ella |
| 2014 | Ana López-Puigcerver i Belén López-Puigcerver | Grand piano                     |
| 2014 | Mariona Trias i Lluís Soriano                 | Història de la meva mort        |
| 2015 | Alma Casal i Elena Pérez                      | REC 4: Apocalipsi               |
| 2015 | Ignasi Ruiz                                   | Stella Cadente                  |
| 2015 | Concha Rodríguez i Jesús Martos               | Rastres de sàndal               |
| 2015 | Alicia Rodríguez i Sergio Esche               | Born                            |
| 2016 | Pablo Perona, Sylvie Imbert i Paco Rodríguez  | Ningú no vol la nit             |
| 2016 | Ainhoa Eskisabel                              | El Rey de La Habana             |
| 2016 | Eli Adánez i Sergio Pérez                     | Anacleto: Agent secret          |
| 2016 | Esther Guillem i Pilar Guillem                | La novia                        |
| 2017 | Marion Vissac i Antoine Mancini               | La mort de Lluís XIV            |
| 2017 | Marese Langan                                 | A monster calls                 |
| 2017 | Miriam Blank i Laura Pellicciotta             | La propera pell                 |
| 2017 | Patricia Reyes i Alba Guillén                 | 100 metros                      |
| 2018 | Alma Casal                                    | Incerta glòria                  |
| 2018 | Montse Sanfeliu i Laura Vacas                 | La llibreria                    |
| 2018 | Pilar Guillem i Marta Arce                    | Estiu 1993                      |
| 2018 | Sylvie Imbert i Paco Rodríguez Frías          | Abracadabra                     |
| 2019 | Caitlin Acheson i Jesús Martos                | El fotógrafo de Mauthausen      |
| 2019 | Caitlin Acheson i Jesús Martos                | Blackwood                       |
| 2019 | Jesús Martos i Montse Sanfeliu                | Superlópez                      |
| 2019 | Noe Montes i Raquel Fidalgo                   | La sombra de la ley             |

### Dècada dels 2020
| Any                                      | Persones                                     | Pel·lícula                     |
| ---------------------------------------- | -------------------------------------------- | ------------------------------ |
| 2020                                     | Armande Monteiro i Antoine Mancini           | Liberté                        |
| 2020                                     | Elisa Alonsos                                | La hija de un ladrón           |
| 2020                                     | Montse Sanfeliu i Paco Rodríguez Frías       | Elisa y Marcela                |
| 2020                                     | Natalia Montoya                              | La innocència                  |
| 2021                                     | Laura Pérez i Xavi Valverde                  | La vampira de Barcelona        |
| 2021                                     | Amparo Sánchez                               | La boda de Rosa                |
| 2021                                     | Carmen Arbues                                | Las niñas                      |
| 2021                                     | Patricia Reyes                               | No matarás                     |
| 2022                                     | Sarai Rodríguez, Nacho Díaz i Benjamín Pérez | Las leyes de la frontera       |
| 2022                                     | Alma Casal                                   | El ventre del mar              |
| 2022                                     | Montse Boqueras                              | Chavalas                       |
| 2022                                     | Barbara Broucke i Jesús Martos               | Libertad                       |
| 2023                                     | Montse Sanfeliu i Carolina Atxukarro         | Los renglones torcidos de Dios |
| 2023                                     | Aurélie Vigouroux i Marilyne Montibert       | Pacifiction                    |
| 2023                                     | Alma Casal, Virginie Berland i Milou Sanner  | Un año, una noche              |
| 2023                                     | Montse Sanfeliu i Jesús Martos               | Malnazidos                     |
| 2024                                     | Caitlin Acheson, Nacho Díaz i Benjamín Pérez | Saben aquell                   |
| 2024                                     | Danae Gatell i Alexandra Salva               | Creatura                       |
| 2024                                     | Patricia Reyes                               | El maestro que prometió el mar |
| 2024                                     | Patricia Reyes i Jesús Martos                | La contadora de películas      |
| 2025                                     |                                              |                                |
| Anna Álvarez de Sardi i Maribel Bernales | Casa en flames                               |                                |
| Karol Tornaria                           | El 47                                        |                                |
| Natalia Albert i Marta Xipell            | Polvo serán                                  |                                |
| Yolanda Piña i Inés Díaz                 | Segundo premio                               |                                |